# جبل ميانة
جبل ميانة جبل يقع بمعتمدية طبربة من ولاية منوبة بالجمهورية التونسية.